# 库尔热奈 (约讷省)
库尔热奈（法語：Courgenay，法語發音：[kuʁʒənɛ]）是法国勃艮第-弗朗什-孔泰大区约讷省的一个市镇，属于桑斯区。

## 地理
库尔热奈（48°17'11"N, 3°32'53"E）面积29.87 平方千米，位于法国勃艮第-弗朗什-孔泰大區约讷省，该省份为法国中北部内陆省份，西接卢瓦雷省，西北接塞纳-马恩省，南至涅夫勒省，东临科多尔省，东北与奥布省接壤。
与库尔热奈接壤的市镇（或旧市镇、城区）包括：贝尔瑟奈勒阿耶、普伊叙瓦讷、巴尼欧、拉伊、莫利农、圣莫里斯-欧里什奥姆、阿舍韦克新城。

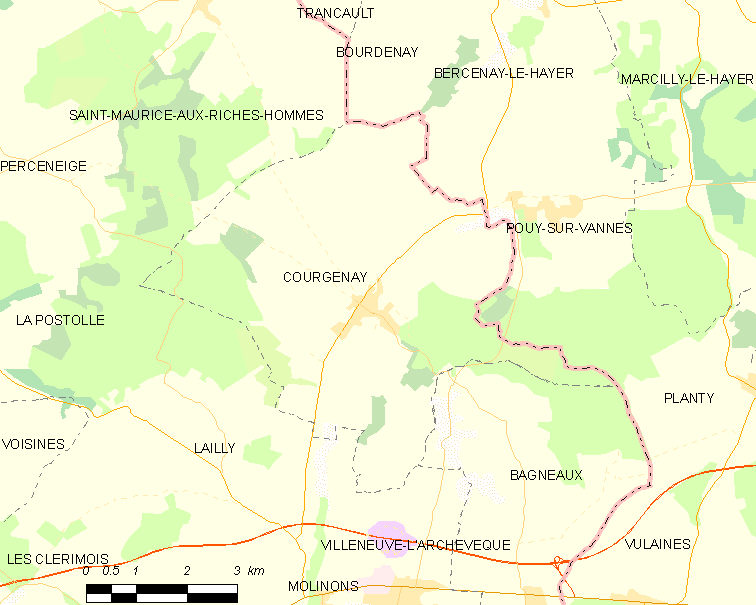
的OSM定位图

库尔热奈的时区为UTC+01:00、UTC+02:00（夏令时）。

## 行政
库尔热奈的邮政编码为89190，INSEE市镇编码为89122。

## 政治
库尔热奈所属的省级选区为阿尔芒松河畔布列农县。

## 人口

1962-2008年间人口变化图示

库尔热奈于2022年1月1日时的人口数量为565人。